# IBM System/3
L'IBM System/3 va ser un ordinador de gamma mitjana d'IBM introduït el 1969, i comercialitzat fins al 1985. Va ser produït per IBM Rochester a Minnesota com un ordinador empresarial de gamma baixa dirigit a organitzacions més petites que encara utilitzaven ordinadors de la sèrie IBM 1400 o equips de registre d'unitats. El primer membre del que IBM anomena la seva línia de "gama mitjana", també va introduir el llenguatge de programació RPG II. És el primer avantpassat de la línia de productes la versió actual de la qual és la sèrie IBM i inclou el gran èxit AS/400.

## Història

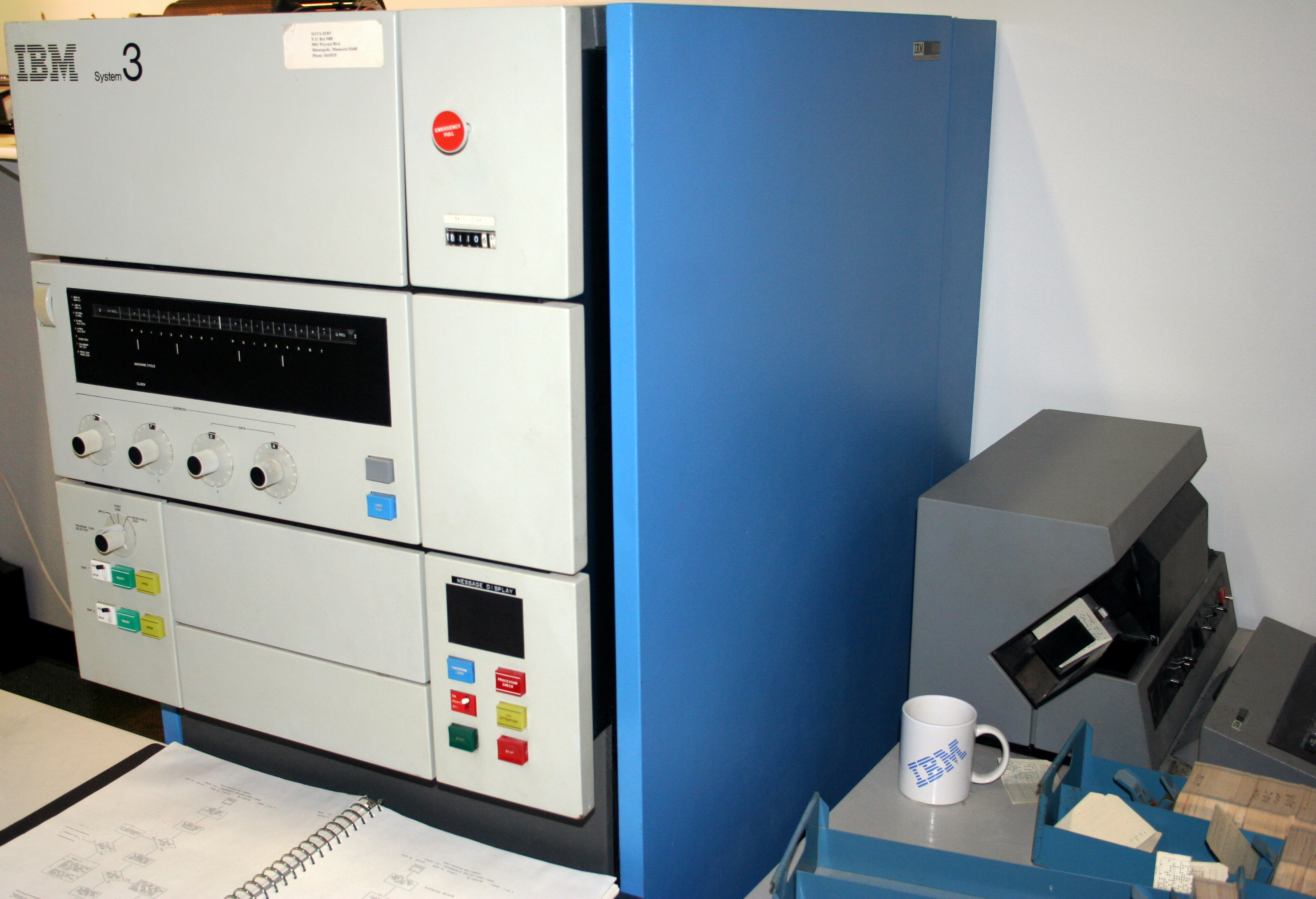
Unitat de processament System/3 i punxada de tecla 5496

En el seu llançament el 1969, estava disponible per 1000 dòlars al mes, menys de la meitat del cost d'un IBM System/360 Model 20; el membre més petit de la família IBM System/360.
Moltes de les unitats originals System/3 model 10 es van enviar sense disc, amb només la nova unitat de targetes multifunció (MFCU) IBM 5424 que llegia, perforava, imprimia i ordenava les noves targetes perforades més petites de 96 columnes introduïdes al mateix temps.
IBM va lliurar els següents models:
- 1969 - IBM 5410, o System/3 Model 10, introduït (enviament el 1970)
- 1970 — IBM 5406, o System/3 Model 6, introduït (sistema orientat al disc)
- 1973: es va presentar l'IBM 5415 o System/3 Model 15
- 1974 - Presentació de l'IBM 5408 o System/3 Model 8
- 1975 — IBM 5412, o System/3 Model 12, presentat
- 1976 - Presentació de l'IBM 5404 o System/3 Model 4

El System/3 i els models successors System/32, System/34, System/36 i System/38 s'anomenen generalment en la terminologia d'IBM com a "sistemes de gamma mitjana" , en contrast amb els mainframes d'IBM.

## Maquinari

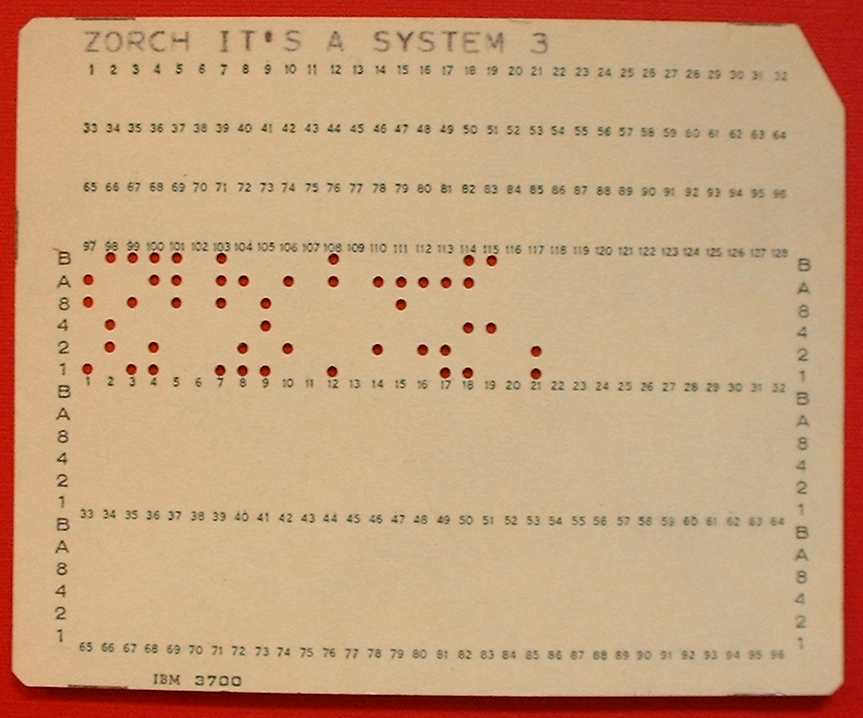
Targeta perforada de 96 columnes

L'IBM System/3 es va anunciar com un sistema informàtic que consistia inicialment en:
- Unitat central de processament IBM 5410 Model 10
- Unitat de targetes multifuncionals (MFCU) IBM 5424
- Impressora de línia IBM 5203
- Emmagatzematge en disc IBM 5444 (opcional)
- Teclat d'impressora IBM 5471
- Teclat d'entrada de dades IBM 5475
- IBM 5496 Data Recorder, una màquina perforadora amb funcions d'impressió i verificació
- Classificador de targetes IBM 5486

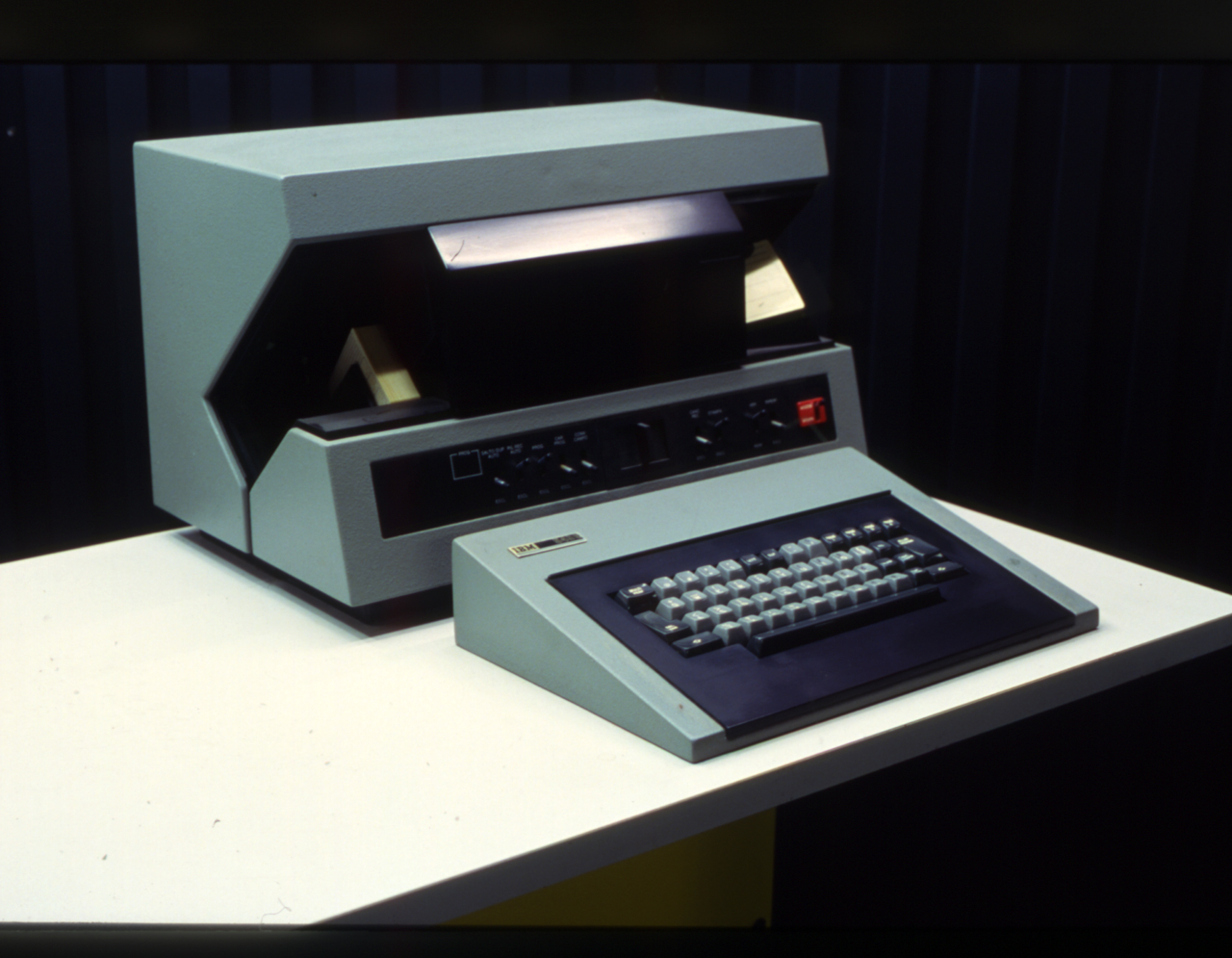
IBM 5496 Data Recorder, el punxó per a targetes de 96 caràcters

### Memòria
Els models d'entrada tenien només 4K (4096) bytes de memòria de nucli magnètic.

### Emmagatzematge d'accés directe
Per a l'emmagatzematge massiu, el System/3 va utilitzar el disc d'un sol plat IBM 5444, aproximadament de la mida d'una pizza gran; inicialment, cada plat contenia 2,5 MB de dades. La configuració estàndard per a l'emmagatzematge era un o dos discs fixos, cadascun en un calaix extraïble separat, que normalment contenia el sistema operatiu i els programes desenvolupats per l'usuari. A més, cada disc fix podria tenir un disc de cartutx extraïble connectat; aquests normalment contenien els fitxers de dades associats a diverses aplicacions, per exemple la nòmina, i els usuaris sovint en tenien una sèrie. Així, els sistemes de gamma baixa podien suportar un màxim de 10 MB d'emmagatzematge en línia (dos fixos, dos extraïbles), encara que a la pràctica això era molt car i poc habitual.

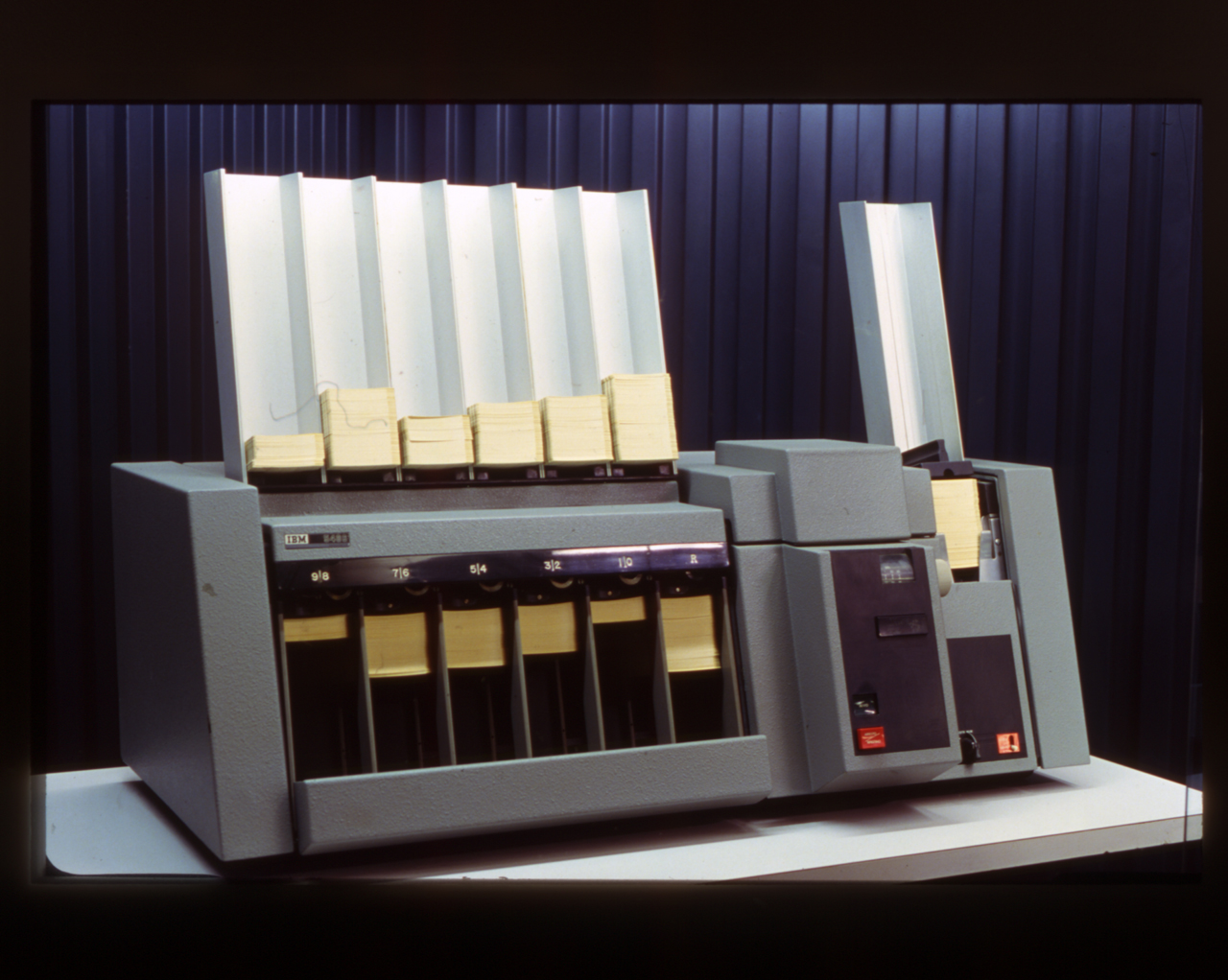
Classificador de targetes IBM 5486 utilitzat amb targetes perforades System/3

### Unitat de targetes multifunció
El dispositiu de targetes perforades més comú va ser IBM 5424 Multifunction Card Unit (MFCU) que va llegir, perforar, imprimir i classificar les noves targetes perforades més petites de 96 columnes. En lloc dels punxons rectangulars de la clàssica targeta IBM de 80 columnes, les noves targetes tenien petites (1 mm), forats circulars semblants a la cinta de paper. Les dades es van emmagatzemar en codi decimal codificat binari de sis bits, amb tres files de 32 caràcters cadascuna, o en EBCDIC de 8 bits, amb els dos forats addicionals situats a les files superiors. Les noves targetes tenien espai per a 128 caràcters impresos en quatre files de 32 caràcters cadascuna. Tenien aproximadament 1/3 de la mida de les targetes de 80 columnes més antigues, però contenien un 20% més de dades de text. La targeta més petita i, per tant, més lleugera es podria processar amb un equip més ràpid i amb menys embussos.

### Cinta magnètica
L'emmagatzematge fora de línia estava disponible amb la compra d'una unitat de cinta externa que llegia i escrivia la cinta estàndard de 9 pistes d'IBM.
El System/3 Mod 10 incloïa opcionalment el subsistema de cinta magnètica IBM 3410.

### Disquet
Amb l'arribada del sistema d'entrada de dades IBM 3740, el System/3 Model 10 va obtenir una característica anomenada LCA (adaptador de comunicació local) que permetia "connectar" una estació IBM 3741 al sistema per transmetre/rebre dades. Els models posteriors del System/3 com el Model 8 eren sense targeta i utilitzaven el disquet d'estil 3740 de 8".